# Redmond (Washington)
Redmond je grad u američkoj saveznoj državi Washington. Prema popisu stanovništva iz 2020. u njemu je živjelo 73,256 stanovnika.